# Sechiopsis distincta
Sechiopsis distincta är en gurkväxtart som beskrevs av D.M. Kearns. Sechiopsis distincta ingår i släktet Sechiopsis och familjen gurkväxter. Inga underarter finns listade i Catalogue of Life.